# Monterrey (Chiapas)
Monterrey es una localidad del estado mexicano de Chiapas. Es parte del municipio de Villa Corzo.

## Demografía
| Gráfica de evolución demográfica |
|                                  |

| Censo | Población |
| ----- | --------- |
| 1921  | 45        |
| 1930  | 49        |
| 1940  | 81        |
| 1950  | 188       |
| 1960  | 547       |
| 1970  | 551       |
| 1980  | 544       |
| 1990  | 818       |
| 2000  | 972       |
| 2010  | 1 086     |
| 2020  | 1 202     |